# مارغوت وليامز
مارغوت وليامز (بالإنجليزية: Margot Williams)‏ هي صحفية أمريكية، ولدت في 26 يونيو 1950.

## وصلات خارجية
- مارغوت وليامز على موقع ميوزك برينز (الإنجليزية)